# Tauno Lappalainen
Tauno Lappalainen   (Ruokolahti, 10 de març de 1898 - Liperi, 25 de gener de 1973) fou un esquiador de fons finlandès que va competir durant les dècades de 1920 i 1930. Era germà del també esquiador Martti Lappalainen.
Durant la seva carrera esportiva va prendre part en dues edicions dels Jocs Olímpics d'Hivern, el 1928 i 1932. Als Jocs de Sankt Moritz, el 1928, fou sisè en els 50 quilòmetres, mentre el 1932, als Jocs de Lake Placid, fou setè en 50 quilòmetres.
Els seus millors èxits esportius els aconseguí al Campionat del Món d'esquí nòrdic, on guanyà dues medalles de plata en l'edició de 1926 i una de bronze el 1930.